# Бучма, Амвросий Максимилианович
Амвро́сий Максимилиа́нович Бу́чма (укр. Амвросій Максиміліанович Бучма; 2 (14) марта 1891, Львов — 6 января 1957, Киев) — советский и украинский актёр и режиссёр театра и кино, театральный педагог. Народный артист СССР (1944). Лауреат двух Сталинских премий второй степени (1941, 1949). Один из основателей украинского искусства театра и кино XX века.

## Биография
Родился во Львове (ныне на Украине) в семье железнодорожного рабочего и прачки. Был младшим из девяти детей. 
Учился в гимназии, откуда был исключён с «волчьим билетом» за артистические карикатуры на учителей. После окончания четырёхклассного училища работал чернорабочим, маляром, каменщиком, дровосеком, кельнером, музыкантом.
В 1905 году в возрасте 14 лет принят в качестве хориста и актёра на «выходные» роли на сцене украинского драматического театра общества «Русская беседа» (Львов), который возглавлял И. Д. Стадник. Первый выход в спектакле «Счастье отца» (1905). Работал в театре в 1905—1912 годах.
Молодой актёр был музыкален от природы, наделён чувством ритма. Играл на нескольких музыкальных инструментах (самоучка игры на скрипке), танцевал, занимался гимнастикой, был хорошим рисовальщиком и гримёром, слыл находчивым импровизатором, имел прекрасный вокальный голос (пел оперные партии), выразительно копировал прохожих, друзей, учителей. Вскоре стал одним из популярных театральных актёров Галиции. Исполнял разнообразные роли в драмах, комедиях, трагедиях, водевилях, операх, опереттах.
В 1914 году был мобилизован в австрийскую армию, участвовал в Первой мировой войне. В 1915 году как военнопленный попал в Россию. После побега с каторги в Средней Азии в Украину был шахтёром, чернорабочим, батраком.
Вернулся к искусству после Октябрьской революции. Играл в театрах Н. К. Садовского, И. Д. Рубчака. В 1917—1919 годах учился в Киевском театрально-музыкальном институте имени Н. В. Лысенко (ныне Киевский национальный университет театра, кино и телевидения имени И. К. Карпенко-Карого).
В 1919 году возглавил товарищество «Новый Львовский театр» в Дрогобыче, где поставил «Женитьбу Фигаро» Бомарше (1920). В 1920 году в результате объединения этого общества с группой актёров «Молодого театра» во главе с Г. П. Юрой в Виннице был создан Театр имени И. Франко (ныне Национальный академический драматический театр имени Ивана Франко в Киеве). В этом коллективе до 1921 года играл преимущественно комедийные роли в пьесах Мольера, Бомарше, К. Гольдони. В 1921 году отделился от театра, основав в Черкассах театр-студию имени И. Франко и переехав с нею в Херсон, но вследствие голода на Херсонщине и болезни первой жены Полины Самийленко, спектакли прекратились и театр-студия распалась.
После ликвидации студии руководил самодеятельным театром Первых железнодорожных мастерских (Киев), в 1922 году вступил в организованное в Киеве художественное объединение «Березиль» под руководством Л. Курбаса.
У 1922—1926 и 1930—1936 годах — ведущий актёр театра «Березиль» (сначала в Киеве, с 1926 — в Харькове) (с 1935 — Харьковский украинский драматический театр им. Т. Шевченко).
В 1924 году состоялся его кинодебют в фильме «Сон Толстопузенко». В 1926—1930 годы работал на Одесской кинофабрике ВУФКУ как актёр и режиссёр.
В 1933—1935 годы актёр позировал скульптору М. Г. Манизеру для фигур умирающего гайдамака и крестьянина, несущего жернов, на многофигурном памятнике Т. Шевченко в Харькове, став соавтором этих полных выразительности образов.
С 1936 года и до конца жизни — актёр и главный режиссёр Киевского драматического театра им. И. Франко.
Вошёл в историю театра как создатель образов, отличающихся психологической глубиной, предельной искренностью в передаче чувств, яркостью сценических характеристик, неповторимым своеобразием. Его игра характеризовалась богатством интонаций, выразительностью, четкостью движений, жестов. В своих сценических образах актёр глубоко раскрывал идейное содержание произведения, передавая его социальный, общественный смысл.
Во время войны находился с театром в Семипалатинске и Ташкенте, выезжал на фронт. Во время пребывания в Ташкенте поставил на сцене Узбекского театра музыкальной драмы и комедии им. Мукими «Наталку Полтавку» И. П. Котляревского.
Первым в истории украинского театра сыграл роль В. И. Ленина («Правда» А. Е. Корнейчука, 1937).
В 1945—1948 годах — (одновременно с работой в театре) художественный руководитель Киевской киностудии (ныне Киностудия имени А. Довженко).
С 1940 года преподавал в Киевском театральном институте (ныне Киевский национальный университет театра, кино и телевидения имени И. К. Карпенко-Карого), профессор (1940). Среди его учеников: К. П. Степанков, Н. Х. Козленко.
Выступал на радио и телевидении.
Избирался членом первого президиума образованного после войны Украинского театрального общества (ныне — Национальный союз театральных деятелей Украины).
Член ВКП(б) с 1942 года. Избирался депутатом Киевского городского совета.
Умер 6 января 1957 года в Киеве в результате продолжительной и тяжёлой болезни Паркинсона. Похоронен на Байковом кладбище.

### Семья
- 1-я жена — Полина Никитична Самийленко (1889—1984), театральная актриса. Заслуженная артистка Украинской ССР (1930).
- 2-я жена — Валентина Ефимовна Бжеская (1896—1977), актриса. Заслуженная артистка Узбекской ССР (1944). Заслуженная артистка Украинской ССР (1951). Мать кинорежиссёра И. Ю. Бжеского.

## Награды и звания
- Заслуженный артист Украинской ССР (1932)
- Народный артист Украинской ССР (1940)
- Народный артист СССР (1944)
- Сталинская премия второй степени (1941) — за большие достижения в области театрально-драматического искусства
- Сталинская премия второй степени (1949) — за исполнение главной роли в спектакле «Макар Дубрава» А. Е. Корнейчука[5]
- Орден Ленина (1951)
- Три ордена Трудового Красного Знамени (1940, 1948, 1951)
- Медаль «За доблестный труд в Великой Отечественной войне 1941—1945 гг.»
- Медаль «За оборону Сталинграда»
- Медали[6].

## Творчество

### Роли в театре

#### Украинский драматический театр общества «Русская беседа»
- «Ревизор» Н. В. Гоголя — Хлестаков
- «Украденное счастье» И. Я. Франко — Гурман и Задорожный
- «Женитьба Фигаро» П. Бомарше — Базилио и Бридуазон
- «Хозяин» И. К. Карпенко-Карого — Пузырь и Маюфес
- «Фауст» И.-В. Гёте — Вагнер
- «Уриэль Акоста» К. Гуцкова — Бен-Акиба и Акоста
- «Хозяйка гостиницы» К. Гольдони — кавалер, маркиз, Фабрицио
- «Суета» И. К. Карпенко-Карого — Петро, Михайло, Иван
- «Мартын Боруля» И. К. Карпенко-Карого — Омелько и Гервасий
- «Привидения» Г. Ибсена — Освальд

#### Театр «Березиль»
- 1923 — «Джимми Хиггинс» по Э. Б. Синклеру — Хиггинс
- 1924 — «Макбет» У. Шекспира — шут
- 1924 — «Гайдамаки» по Т. Г. Шевченко — Лейба
- 1925 — «Накануне» по Поповскому — Иван Каляев
- 1925 — «Жакерия» П. Мериме — брат Жан
- 1931 — «Диктатура» И. К. Микитенко — Дударь
- 1933 — «Гибель эскадры» А. Е. Корнейчука — Гайдай
- 1934 — «Платон Кречет» А. Е. Корнейчука — Кречет
- 1935 — «Васса Железнова» М. Горького — Павел Железнов

#### Киевский драматический театр имени И. Франко
- 1921 — «На дне» М. Горького — Барон
- 1936 — «Суета» И. К. Карпенко-Карого — Иван Барильченко
- 1937 — «Правда» А. Е. Корнейчука — Ленин
- 1937 — «Банкир» А. Е. Корнейчука — Роман Круча
- 1937 — «Последние» М. Горького — Иван Коломийцев
- 1938 — «Шёл солдат с фронта» по В. П. Катаеву — Семён Котко
- 1939 — «Хозяин» И. К. Карпенко-Карого — Пузырь
- 1940 — «Украденное счастье» И. Я. Франко — Задорожный
- 1948 — «Макар Дубрава» А. Е. Корнейчука — Макар Дубрава
- 1953 — «Не называя фамилии» В. П. Минко — Макар Дубрава

### Постановки

#### Киевский драматический театр им. И. Франко
- 1920 — «Молодость» М. Гальбе
- 1920 — «Завет» по Т. Г. Шевченко
- 1920 — «Гибель „Надежды“» Г. Хейерманса
- 1921 — «Хозяйка гостиницы» («Мирандолина») К. Гольдони
- 1921 — «Северные богатыри» Г. Ибсена
- 1939 — «Судьба поэта» С. Е. Голованивского
- 1939 — «Хозяин» И. К. Карпенко-Карого
- 1940 — «Украденное счастье» И. Я. Франко
- 1942 — «Партизаны в степях Украины» А. Е. Корнейчука
- 1942, 1951 — «Назар Стодоля» Т. Г. Шевченко
- 1942 — «Наталка Полтавка» И. П. Котляревского
- 1945 — «Миссия мистера Перкинса в страну большевиков» А. Е. Корнейчука
- 1947 — «Далеко от Сталинграда» А. А. Сурова

#### Украинский театр оперы и балета имени Шевченко
- 1953 — «Наталка Полтавка» Н. В. Лысенко

### Роли в кино
- 1924 — Сон Толстопузенко (короткометражный) — Иван Голодранец
- 1924 — Макдональд (короткометражный) — Макдональд
- 1924 — Вендетта (короткометражный) — ночной сторож
- 1925 — Арсенальцы — рабочий
- 1925 — Укразия — полковник Каменщиков
- 1926 — Тарас Шевченко — Тарас Шевченко
- 1926 — Тарас Трясило — Тарас Трясило
- 1926 — Микола Джеря — Микола Джеря
- 1928 — Проданный аппетит — Эмиль
- 1928 — Ночной извозчик — Гордей Ярощук
- 1928 — Накануне — Сашка-музыкант
- 1928 — За стеной — Януш Торчинский
- 1928 — Джимми Хиггинс — Хиггинс
- 1928 — Арсенал — немецкий солдат в очках
- 1929 — Пять невест — Йоселе / Лейзере
- 1931 — Фата моргана — Андрей Гудзь
- 1932 — Приятного аппетита — Карп Галактионович
- 1932 — Атака — Петер
- 1933—1935 — Последняя ночь
- 1934 — Большая игра — парторг Чингиз
- 1936 — Назар Стодоля — Фома Кичатый
- 1939 — Щорс — генерал Терешкевич
- 1940 — Ветер с востока — Хома Габрысь
- 1942 — Александр Пархоменко — батька Максюта
- 1944 — 1945 — Иван Грозный — Алексей Басманов
- 1945 — Непокорённые — Тарас
- 1945 — В дальнем плавании — боцман Дзюба
- 1947 — Подвиг разведчика — Григорий Лещук, агроном
- 1952 — Украденное счастье (фильм-спектакль) — Микола Задорожный

### Кинорежиссёр
- 1928 — За стеной (совм. с А. Швачко)
- 1954 — Земля

### Сценарист
- 1928 — За стеной (совм. с Л. Поволоцким)

## Сочинения
- Из глубины души. — М., 1959.

## Память
- В 1933—1935 годах А. Бучма позировал скульптору М. Манизеру для фигур повстанца времен Колиивщины и крестьянина с жерновом на плечах, многофигурного памятника Т. Шевченко в Харькове.
- На доме, где А. Бучма жил в Киеве (улица Владимирская, 14), установлена мемориальная доска.
- Именем актёра названы улицы в Киеве (1967), Львове, Виннице, Кривом Роге, Херсоне, Харькове и Одессе, театральная премия Союза театральных деятелей Украины[7].
- В 1976 году в Одессе, на территории киностудии, установлен бюст А. М. Бучмы работы скульптора А. Соловьева.
- В конце 1990-х годов, к 105-летию А. Бучмы, улицу на окраине Одессы в районе Ленпосёлок, названную в честь Степана Олейника (ранее улица 5-го Декабря), переименовали в улицу Амвросия Бучмы, однако на большинстве карт улица до сих пор носит название С. Олейника.
- О А. М. Бучме изданы монографии И. Пискуна (1956), Б. Львова-Анохина (1959), О. Бабышкина (1966), В. Заболотной (1984).